# 霊岸橋

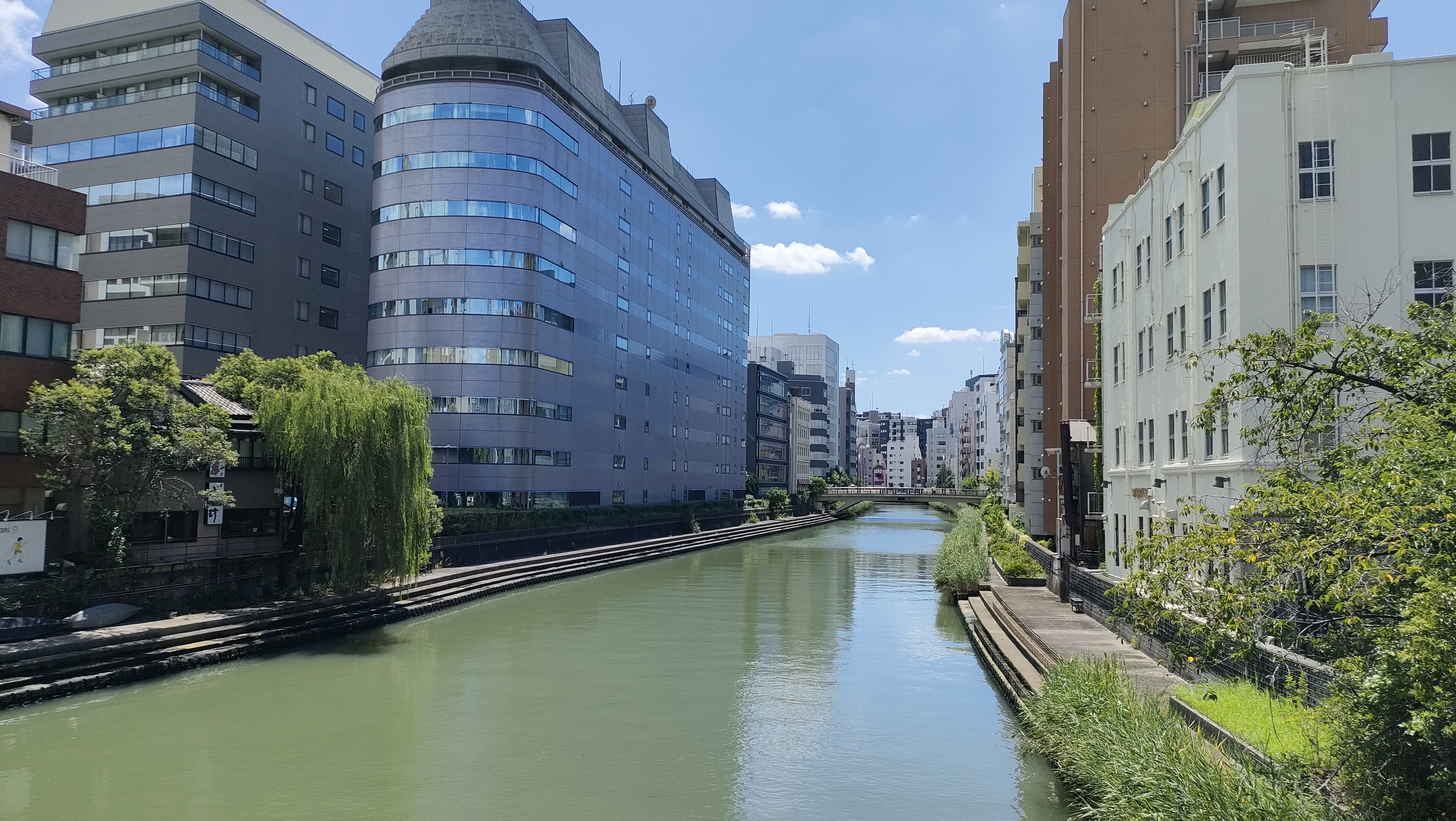
霊岸橋上からの亀島川

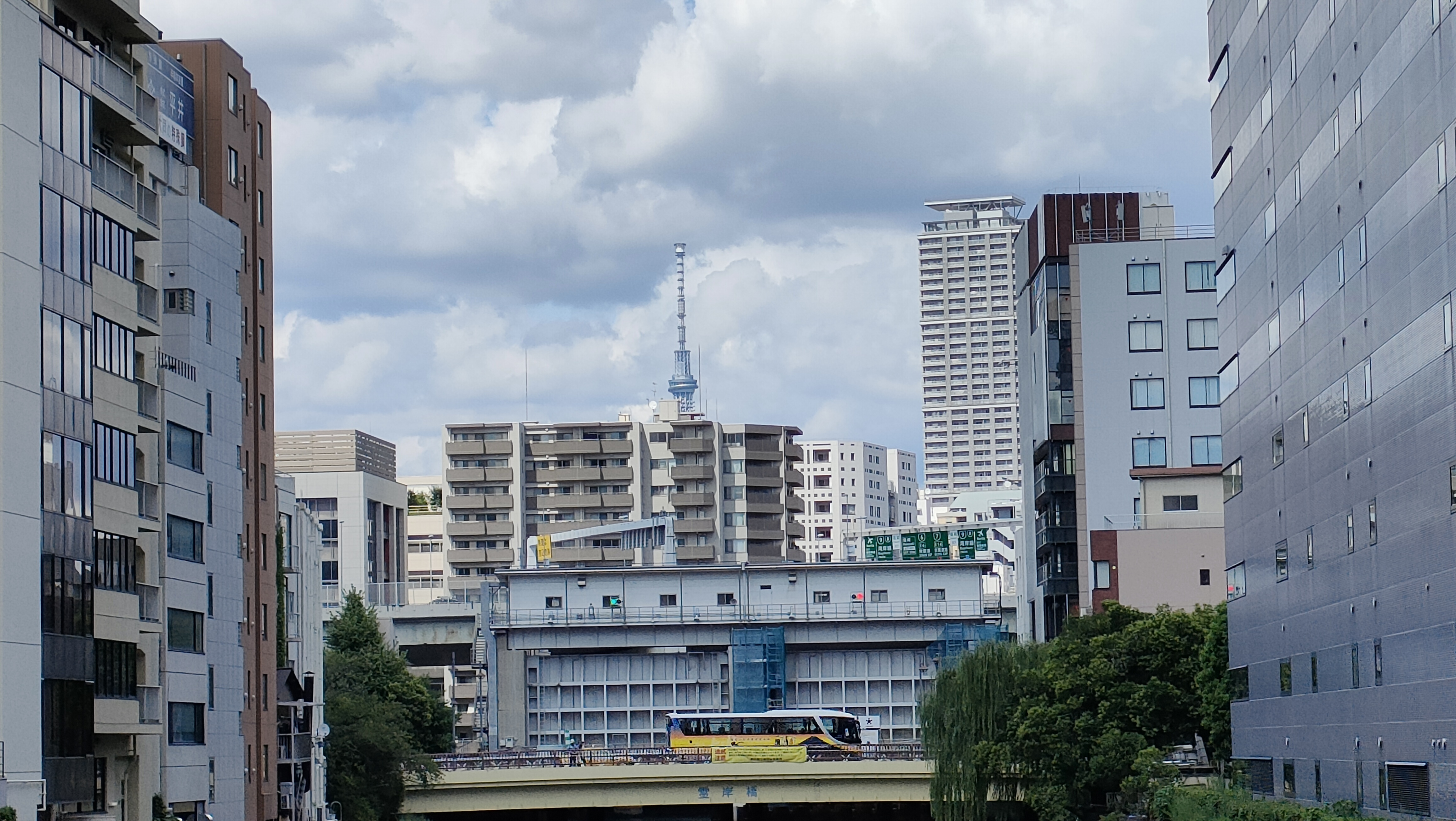
新亀島橋上からの霊岸橋

霊岸橋（れいがんばし）は、亀島川にかかる橋。東京都道・千葉県道10号東京浦安線（永代通り）を通す。西岸は中央区日本橋茅場町一丁目、東岸は中央区新川一丁目。橋下には東京メトロ東西線が通る。

## 橋の概要
- 構造形式
  - 単純鋼床版箱桁橋[2]
- 橋長 53.0 m[3]
- 総幅員 33.8 m
- 有効幅員 31.0 m（車道20.0 m、歩道5.5 m×2）
- 施工者 桜田機械工業（サクラダ）[4][5]
- 竣工 1985年（昭和60年）3月
- 管理 東京都（東京都建設局）

## 歴史
創架は江戸時代初期と言われており、「新添江戸之図」(1657年)や「江戸方角安見図鑑」(1679年)に霊岸橋は既に描写されていることから少なくとも1657年以前には建築されていたことがわかる。
1875年（明治8年）2月に橋長31 m、幅員7.3 mの木橋が架けられ、1899年（明治32年）6月に橋長44 m、幅員5.5 mの同形式の橋に架け替えられている。
1916年（大正5年）7月に橋長41.8 m、幅員18.2 mのプレートガーダー橋（鋼鈑桁橋）に架け替えられ、東京市街鉄道（後の東京都電）の軌道（路面電車）も併設された（1972年〈昭和47年〉11月廃止）。
1923年には関東大震災で被害を受け、その復興事業として1930年（昭和5年）3月31日に橋長41.3 m、幅員33 mのRC連続桁橋として再建されている（開通は同年5月）。その後、老朽化により1985年（昭和60年）に建て替えられ現在に至る。

## 霊岸橋が登場する作品
ドラマ
- 『ゴシップ #彼女が知りたい本当の○○』 - 下馬蹴人と一本真琴が歩いていた橋[11]。